# Furcochrysa
Furcochrysa is een geslacht van insecten uit de familie van de gaasvliegen (Chrysopidae), die tot de orde netvleugeligen (Neuroptera) behoort.

## Soort
- F. allata de Freitas & Penny, 2001